# Molla Demirel

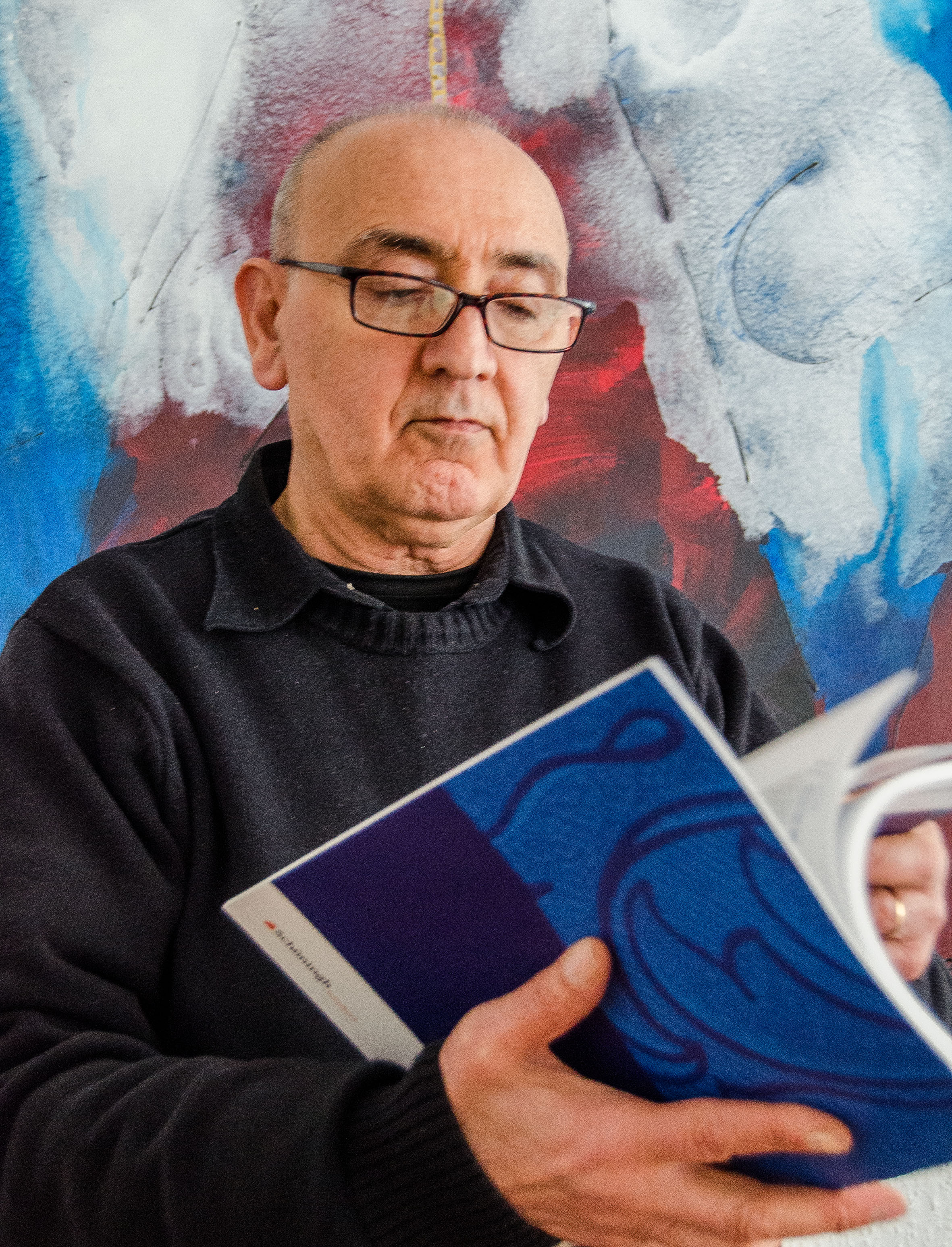
Molla Demirel

Molla Demirel (* 7. Dezember 1948 in Akçadağ, Türkei) ist ein deutsch-türkischer Lyriker und Erzähler kurdischer Abstammung.

## Leben und Werk
Demirel lebt seit 1972 in Münster und ist als Medienpädagoge und Sozialarbeiter tätig. Daneben hat er als zweisprachig veröffentlichender Autor inzwischen acht Bücher publiziert, aber auch zahlreiche Beiträge in Anthologien deutscher und türkischer Verlage.

## Auszeichnungen
Der Dichter wurde mit mehreren Literaturpreisen ausgezeichnet: 1996 von der Literaturzeitschrift Kiyi, 1998 erhielt er den Kunst- und Friedenspreis der Stuttgarter Zeitschrift Yenigün, im Jahr 2000 schließlich den Literatur-, Kunst- und Völkerverständigungs Preis der Zeitschrift Stimme der Aleviten in Köln. 2012 wurde er von der Stadt Münster mit der Münster Nadel für vorbildlichen bürgerschaftlichen Einsatz geehrt.

## Bibliografie (Auswahl)

### Lyrik
- Zwischen den Mühlsteinen / Dünyam Iki Degirmen Tasi (1987)
- Aus der Ferne bin ich gekommen / Bir Uzak Yerden Geldim (1989)
- Farbe der Liebe / Sevdanin Rengi (1995)
- Lächlnd des Tages / Günün Gülüsü (1994)
- Der Kirschenzweig und mein Leid / Kiraz Dali ve Acilarim (1996)
- Blatt für Blatt / Yaprak Yaprak Siir (2001)

### Prosa
- Der Traum des Sevgi's / Sevgi'nin Düsü, Sanatyapim Yayincilik, Ankara (1996)
- Göç, Öfke ve Kan, Einwanderung, Zorn und Blut, Sanatyapim Yayincilik, Ankara (1997)
- Baris Agiti, Friedenslieder, Sanatyapim Yayincilik, Ankara (1997)
- Ein Geheimnisse Liebe / Erzählungen, Schulbuch-Verlag Anadolu, Hückelhoven (2006)
- Elif und die Delfine / Kinderbuch, Damwerth-Verlag, Münster (2013)
- Elif ve atlar : çocuk masalı = Elif und die Pferde : ein Kindermärchen; illustriert von Serap Riedel, Hilden (2018)